# (4986) Osipovia
(4986) Osipovia (1979 SL7) – planetoida z pasa głównego asteroid okrążająca Słońce w ciągu 4,12 lat w średniej odległości 2,57 j.a. Odkryta 23 września 1979 roku.